# پالکوویتسه
پالکوویتسه (به چکی: Palkovice) یک منطقهٔ مسکونی در جمهوری چک است که در ناحیه فریدک-میستک واقع شده‌است. پالکوویتسه ۲۱٫۷۴ کیلومتر مربع مساحت و ۳٬۲۲۵ نفر جمعیت دارد و ۳۲۵ متر بالاتر از سطح دریا واقع شده‌است.